# Ponerologie
Ponerologie (aus dem Griechischen poneros, „Böses“) beschreibt das Studium des Bösen. Der Begriff entstammt der Theologie.
Hauptsächliche Teilbereiche sind
- die Natur des Bösen
- der Ursprung des Bösen
- das Verhältnis des Bösen zur göttlichen Herrschaft[1]

Karl Immanuel Nitzsch unterscheidet in seinem System der christlichen Lehre  die drei wesentlichen Rubriken:
- Agathologie, die Lehre vom Guten
- Ponerologie, die Lehre vom Bösen
- Soteriologie, die Lehre der Erlösung

Er unterteilte Ponerologie in die Bereiche „Sünde“ und „Tod“.
Augustinus unterschied zwei Formen des Bösen:
- Moralisch Böses – vorsätzlich von bösen Menschen begangen, im Wissen, dass sie Böses tun.
- Natürlich Böses – Dinge die einfach geschehen, wie z. B. Naturgewalten und Seuchen.